# Fältläkarkåren
Fältläkarkåren (FLK) var under åren 1806 till 1969 sammanfattningen av alla svenska armén tillhöriga läkare.

## Historisk utveckling

### Bardskärare
Det var relativt sällan som egentliga läkare anställdes vid krigsmakten i Sverige, ty ännu på Gustav Vasas tid saknades vetenskapligt utbildade läkare i landet. Den enda läkarvård, som den tiden fanns att tillgå, lämnades av så kallade bardskärare (barberare), och 1556 föreskrev Gustav Vasa att bardskärare skulle förordnas vid fänikorna (200–500 man). Genom 1571 års reglemente ålades Bardskärarämbetet att vid rustning och krig tillhandahålla armén och flottan erforderligt antal fältskärer. Men då inga särskilda kompetenskrav fanns, förklaras också varför den svenska härens sjukvård under så lång tid och till så stor del handhades av införskrivna eller invandrade mer eller mindre okunniga tyska fältskärer. Sannolikt kunde vem som helst, som var något kunnig i förbinderiyrket, vinna anställning som regements- eller kompanibarberare.

### Fältskärer
Först 1669 fastställdes att de före antagandet skulle vara examinerade såsom andra kirurger. Att denna prövning emellertid lämnat åtskilligt övrigt att önska, framgår av ett kungligt brev från 1685, i vilket det heter: "då Vi förnimme, att barberareämbetet icke härtilldags varit vandt att med samma vikt och sorgfällighet examinera de mästare, som antagas vid vår milis till lands och vatten, som dem hvilka sig i Stockholm nedersätta, hvilket Oss sällsamt förekommer, likasom vore det mindre angeläget att välja och utse välerfarna kirurger för så många tusende Våra brafva officerare och redliga krigsmän, som våga lif och blod för fäderneslandet - - - så befalle Vi, att hädanefter skall brukas samma stränghet och maner i förhören och profven med alla de barberare, som skola antagas vid milisen till lands och vatten, som öfligt är med de andra". Följande år erhöll barberarämbetet under benämningen Societas chirurgica sitt första kungliga reglemente med åliggande att utbilda fältskärer till landets behov.
Under Karl XII:s ständiga krig visade det sig emellertid omöjligt för Kirurgiska societeten att förse hären med erforderligt antal fältskärer, varför även den utvägen tillgreps att direkt utsända elever för att i krigets skola genomgå sina lärospån och avlägga examen inför ett "collegium chirurgicum castrense", vars förste preses blev kungens livmedikus Nils Skragge. Men detta oaktat förblev tillgången otillräcklig. Även i kvalitativt hänseende fortsatte militärläkarväsendet att vara mycket bristfälligt trots alla vid upprepade tillfällen skärpta stadganden. Orsakerna var många, inte minst av ekonomisk och social art. Lönerna var låga, och i sina subordinationsförhållanden var till exempel kompanibarberaren likställd med gemenskapen, vars uniform han bar.
Under hela 1700-talet förblev förhållandena i det stora hela oförändrade. Sveriges krigshistoria från denna tid visar nogsamt de olycksaliga följderna av den försummade hälso- och sjukvården vid hären och flottan. Krigsföretagen blev ofta förlamade genom den stora sjukligheten, och förlusterna genom fiendens vapen under de finska krigen på 1700-talet utgjorde en försvinnande obetydlighet mot förlusterna genom sjukdomar. Och föga eller intet gjordes för att avhjälpa bristen på dugliga militärläkare. Visserligen anställde man ibland vid fältsjukhusen en eller flera utbildade läkare, men då dessa efter krigets slut i regel lämnade militärtjänsten, blev de förbättringar de vidtagit av tillfällig art.

## Fältläkarstaten 1806
Genom kungligt brev den 6 augusti 1806 undergick svenska militärläkarväsendet emellertid en av de mest viktiga och genomgripande förändringar, då det stadgades, att alla vid armén i fred och krig anställda läkare skulle utgöra en särskild stat, fältläkarstaten, militäriskt organiserad och lydande under egen, blott inför kungen ansvarig chef; denne skulle vara ledamot såväl i Krigskollegium som i Collegium medicum (Medicinalstyrelsen). De närmare reglementariska bestämmelserna med skärpta fordringar på utbildning m.m. utfärdades 1808 under finska kriget, varför den nya organisationen ej hann bli genomförd. Ingen armé i Europa hade emellertid vid denna tidpunkt en sanitetsorganisation, vilken till den grad som den svenska stod i överensstämmelse med de principer, som under senare kom att tillämpas i de flesta länder.
Länge blev dock denna organisation ej beståndande. Under färskt intryck av nämnda krig väcktes vid riksdagen 1810 förslag om kraftiga åtgärder till motverkande av de anmärkta felen i fältförvaltningen. Följderna blev bland annat inrättandet av Karolinska medikokirurgiska institutet (sedermera Karolinska institutet) såsom läroverk för utbildning av militärläkare, uppförandet av Allmänna garnisonssjukhuset i Stockholm och Fältläkarkårens förläggande under Collegium medicum.

## Fältläkarkåren 1812
Ett nytt reglemente utfärdades 1812, varigenom kårens militära organisation avskaffades, och dess medlemmar ställdes utan egen chef såväl under det nämnda kollegiets som under vederbörande militärbefäls myndighet; i huvudsak gällde detta reglemente intill 1900-talets början. Om man undantar de som tjänstgjorde vid samma truppförband, blev militärläkarna utan allt samband sinsemellan. De tillhörde visserligen till namnet en kår, men som i avsaknad av chef egentligen endast var en kollektiv benämning för de vid hären anställda läkarna.
Ett stort antal kommittéer, som sedan denna tid handlade frågan om ordnandet av den militära hälsovården, uttalade sig emot en dylik anordning. Det var dock först vid 1907 års riksdag som man beslutade om en omorganisation av arméns centrala förvaltningsmyndighet och därmed även inrättandet av en sjukvårdsstyrelse. Härigenom ordnades högsta ledningen av hälso- och sjukvården vid lantförsvaret och chefskapet över de vid detsamma anställde läkarna ordnats på ett mera enhetligt sätt. Överfältläkaren (med generalmajors grad), som tidigare varit ledamot i Medicinalstyrelsen, blev nu chef för nämnda sjukvårdsstyrelse och den 1 januari 1915 erhöll chefen i stället titeln generalfältläkare.  

## Försvarets medicinalkår 1969
År 1969 uppgick Fältläkarkåren i Försvarets medicinalkår.

## Chefer
Generalfältläkare och chefer för Fältläkarkåren
- 1915–1917: Anton Nettelblad[1]
- 1917–1930: Fritz Bauer[1]
- 1930–1939: Richard Erhardt[1]
- 1939–1943: David Lindsjö[1]
- 1943–1943: Oskar Nordlander[1]

Arméöverläkare och chefer för Fältläkarkåren
- 1943–1953: Sigurd Kihlstedt
- 1949–1953: Eugén Strömberg (tf)
- 1953–1960: Eugén Strömberg
- 1960–1969: Gustav Hesselblad